# Paquita López
Paquita López Arroyo (Madrid, 1933) es una luchadora feminista, militante antifranquista y escritora española. Autora del libro Relatos franquistas.

## Trayectoria
López Arroyo nació en la plenitud de la República Española en 1933. Vivió su infancia en Madrid, durante la Guerra civil española entre los sacos terreros que atrincheraban la ciudad para protegerla de los obuses, escuchando sirenas que avisaban de la llegada de los aviones bombarderos. Su padre, Vicente López trabajaba en el Cuerpo de Carabineros y tuvo varios destinos durante la guerra en el bando republicano. López Arroyo vivió el exilio de su padre y las experiencias en los campos de concentración. Durante la adolescencia tuvo la enfermedad epidémica de la postguerra, tuberculosis, que la obligó a reposar durante un año de tratamiento con estreptomicina. Recuperada de su enfermedad retomó la lucha feminista en la sociedad represiva de los años posteriores a la guerra.
López Arroyo no pudo acceder a la Universidad, por ser mujer y por motivos económicos. La lectura fue su ocupación durante el tratamiento de su enfermedad, después estudió idiomas,mecanografía, taquigrafía y cultura general. Trabajó como secretaria y se liberó de “la losa del franquismo y del machismo”, según sus palabras, para desembarcar en la militancia antifranquista y el compromiso sociopolítico.
Fue presidenta nacional de las comunidades cristianas de Vanguardia Obrera (V.O.), después fue presidenta de la Unión para la Liberación de la Mujer (ULM), una organización feminista española ligada a la Organización Revolucionaria de Trabajadores (ORT) que se creó en 1977 cuando la Asociación Democrática de la Mujer (ADM) salió de la ORT.
López Arroyo sufrió la persecución de la policía franquista por sus acciones de propaganda política considerada ilegal en esos años, como miembro que era del comité central de la Organización Revolucionaria de Trabajadores (ORT) y estuvo exiliada en Francia. Regresó en los años iniciales de la transición española a España y trabajó de secretaria de dirección. El trabajo le llevó en 1978 a China durante varios años, así como a otros países.
Colabora con instituciones y organizaciones que promueven la reconciliación auténtica desde el diálogo y el conocimientos de la memoria histórica. Así, promueve acciones dentro del Foro por la Memoria Histórica, como la aportación de su libro Relatos franquistas.
López Arroyo escribe artículos de compromiso social, feminismo y en recuerdo de los exiliados republicanos de la guerra civil española, como su padre, un carabinero republicano que participó en el movimiento de las obras del Museo del Prado durante la guerra para proteger los cuadros y esculturas de los bombardeos que se produjeron sobre Madrid. Es autora de unas memorias, Relatos franquistas. Vivencias personales, sobre las vivencias que tuvo en la guerra civil española. El libro se presentó en junio de 2021 con un coloquio en el que participaron entre otros José Luis Rodríguez Zapatero, Cristina Manzano, Luis Cobos y Lourdes Lancho.

## Publicaciones seleccionadas
- 1981 La mayoría discriminada. Apuntes para un análisis. En colaboración con Isabel Cuerda Pérez[7]
- 2021 Los moros que trajo Franco y un carabinero. Escrito en homenaje y recuerdo a su padre, el carabinero.[8]
- 2021 Relatos franquistas. Vivencias personales.[4]